# Takuya Hirai
Pour les articles homonymes, voir Hirai.
Takuya Hirai (平井 卓也, Hirai Takuya), né le 25 janvier 1958, est un homme politique japonais du Parti libéral démocrate, membre de la Chambre des représentants à la Diète (législature nationale). 

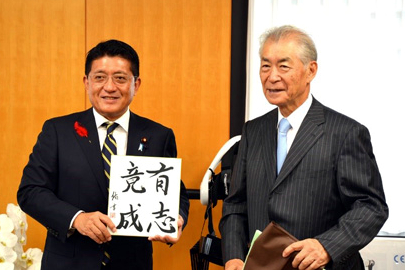
Takuya Hirai avec Tasuku Honjo.

De septembre 2020 à octobre 2021, il est ministre responsable de la Transformation numérique de l'administration japonaise. 

## Biographie
Takuya Hirai est le fils de Takushi Hirai, qui a été ministre de l'emploi. Avant de se lancer en politique, il était président de Nishinippon Broadcasting, qui appartient à sa famille.
Originaire de Takamatsu (préfecture de Kagawa) et diplômé de l'Université Sophia, il a été élu à la Chambre des représentants pour la première fois en 2000 en tant que membre du Shinshintō après s'être présenté sans succès en tant qu'indépendant en 1996. Il a ensuite rejoint le Parti Libéral Démocrate. 
En octobre 2018, il devient ministre chargé de la politique scientifique et technologique et de la campagne "Cool Japan". Il est alors le premier ministre à utiliser une tablette plutôt que des feuilles de papier lors des séances de questions au gouvernement.
En septembre 2020, il est devenu ministre chargé de la Sécurité sociale et du Système fiscal, ministre chargé de la transformation numérique, ministre chargé de la politique des technologies de l'information et de la communication dans le gouvernement Suga. Il est notamment chargé de la création d'une Agence digitale, qui devrait permettre à l'administration nationale japonaise de rattraper son retard en matière de numérisation.